# Bucculatrix sphaeralceae
Bucculatrix sphaeralceae är en fjärilsart som beskrevs av Braun 1963. Bucculatrix sphaeralceae ingår i släktet Bucculatrix och familjen kronmalar. Inga underarter finns listade i Catalogue of Life.